# رموز الكواكب
رموز الكواكب هي رموز بيانية تستخدم في علم الفلك وعلم التنجيم لتمثي إما الكواكب العادية والشمس والقمر والكواكب الثمانية الجديدة، تستحدم هذه الرموز أيضا في الخيمياء وذلك للربط بينها وبين المعادن الموجودة في الكواكب. أساس استخدام هذه الرموز كان في العصور القديمة اللرومان الإغريق حيث طورت هذه الرموز في عصر علم الفلك القديم للرومن الإغريق.
| الكوكب | القمر | عطارد  | الزهرة | الشمس | المريخ | المشتري | زحل    |
| ------ | ----- | ------ | ------ | ----- | ------ | ------- | ------ |
| الرمز  | ☾     | ☿      | ♀      | ☉     | ♂      | ♃       | ♄      |
| المعدن | الفضة | الزئبق | النحاس | الذهب | الحديد | قصدير   | الرصاص |

الاتحاد الفلكي لعلم الفلك لم يوافق على استخدام هذه الرموز فيالمقالات الصحفية أو المقالات الرسمية لذلك اعتمدوا طريقة أخرى لكتابة الرموز وهي تتمثل بالجدول التالي:
| الكوكب | عطارد | الزهرة | الأرض | المريخ | المشتري | زحل | أورانوس | نيبتون |
| ------ | ----- | ------ | ----- | ------ | ------- | --- | ------- | ------ |
| الرمز  | ☿     | ♀      | ♁     | ♂      | ♃       | ♄   | ⛢       | ♆      |
| IAU    | me    | v      | E     | Ma     | J       | S   | U       | N      |

تعد رموز الزهرة والمريخ هي رموز للأنثى والذكر في علم الأحياء وعلم النبات بعد اتفاقية قدمها كارولوس لينيوس عام 1750م.

## معرض صور

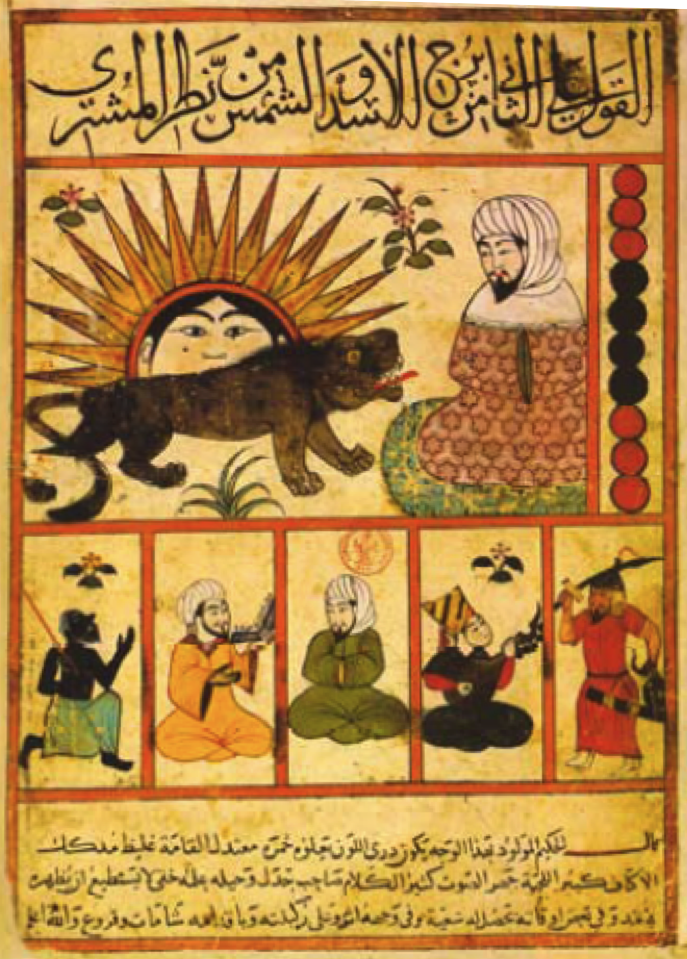
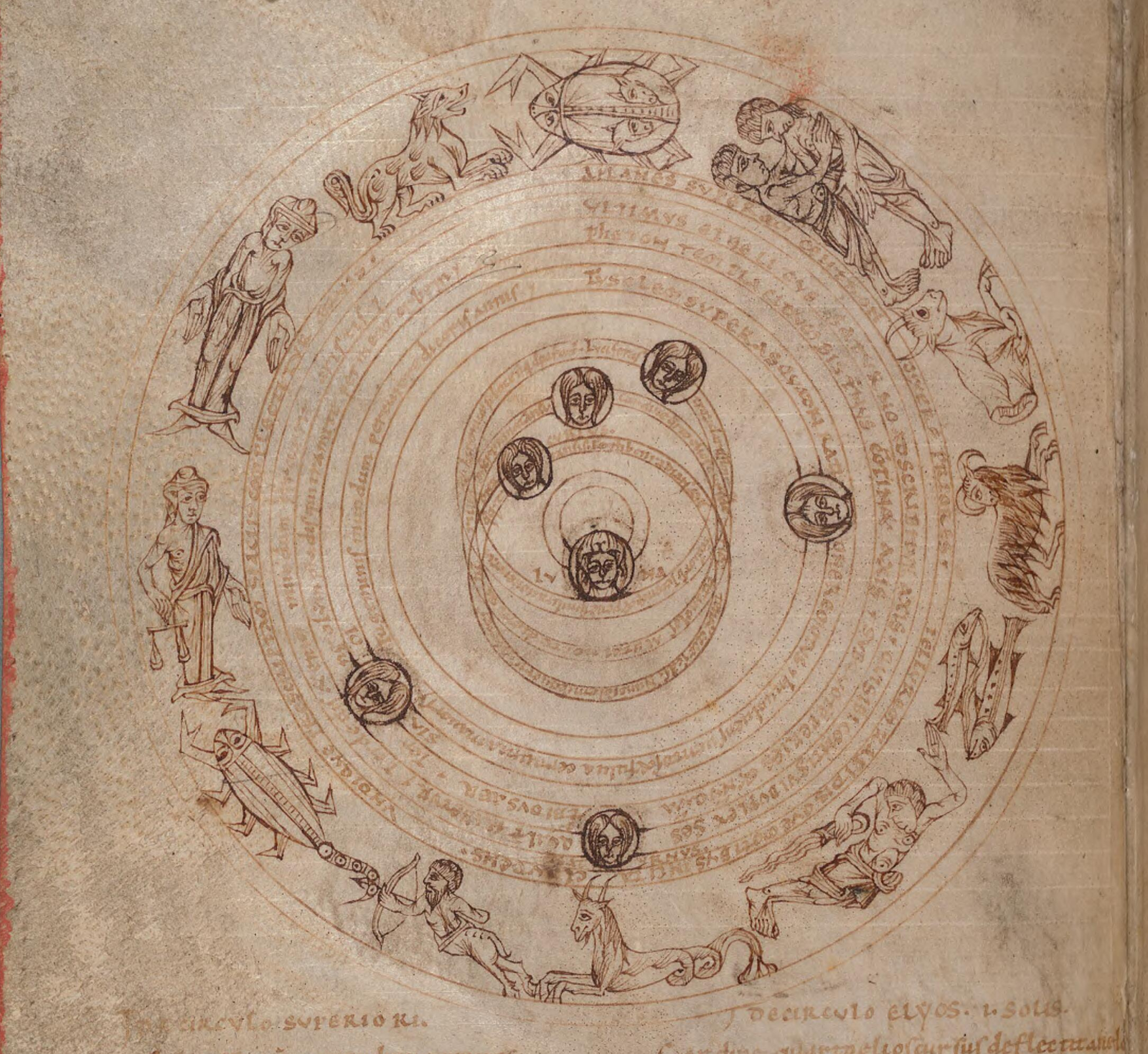
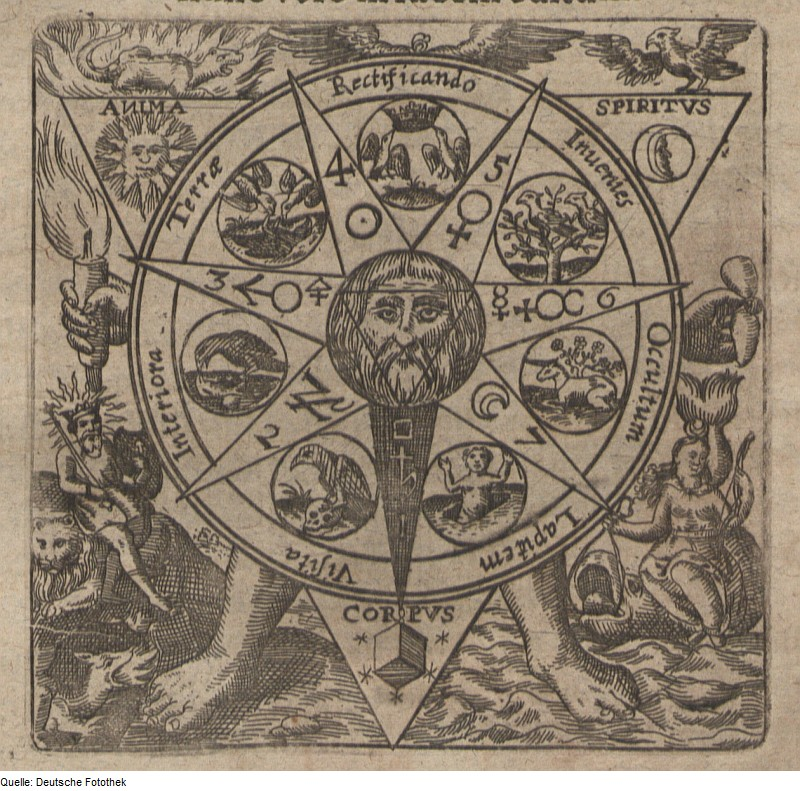
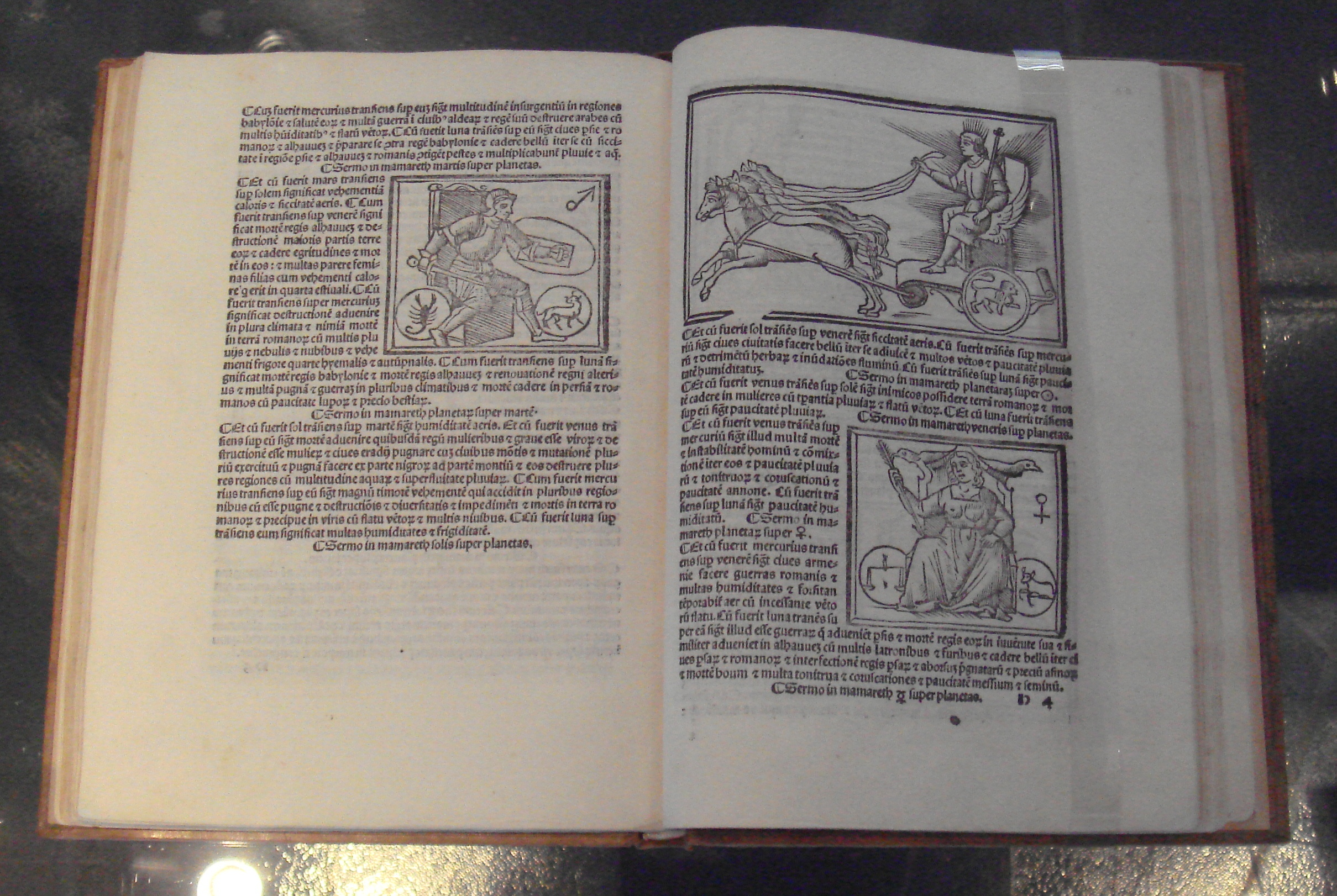
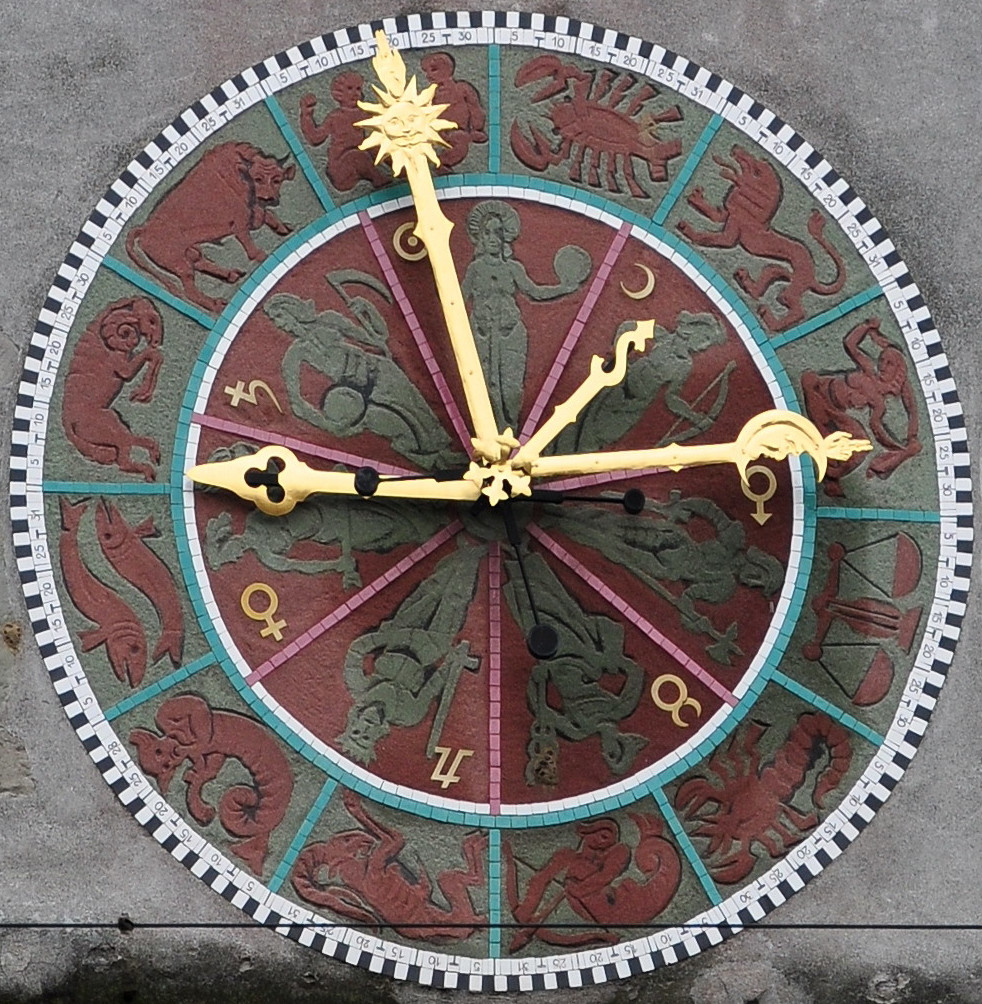